# Paintbrush Canyon

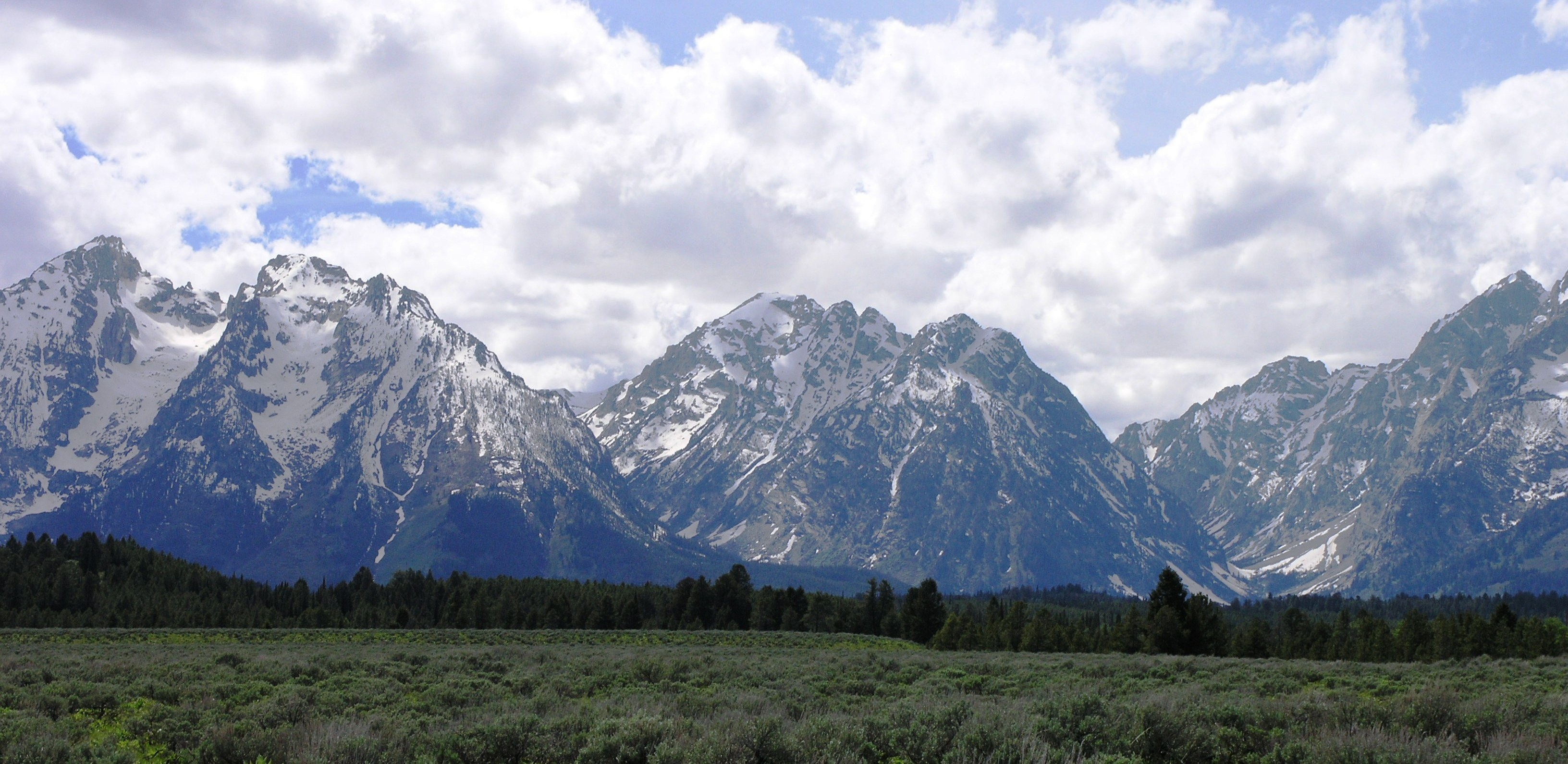
Paintbrush Canyon zwischen Mount Saint John und Rockchuck Peak (links) und Mount Woodring (Mitte). Rechts der Leigh Canyon

Der Paintbrush Canyon ist eine Schlucht im Grand-Teton-Nationalpark im Westen des US-Bundesstaates Wyoming. Der Canyon befindet sich im zentralen Teil der Teton Range und ist von Jackson Hole aus sichtbar. Die Schlucht wurde durch Gletscher gebildet, die sich am Ende des letzteiszeitlichen Maximums vor etwa 15.000 Jahren zurückzogen und ein Trogtal hinterließen. Der Paintbrush Canyon verläuft von Südwest nach Nordost und wird von einer Reihe hoher Berggipfel umschlossen. Südlich des Canyons liegen Rockchuck Peak und Mount Saint John, im Norden der Mount Woodring. Das untere Ende des Canyons endet am Leigh Lake, im oberen Teil des Canyons befindet sich der Holly Lake. Durch den Canyon verläuft der Paintbrush Canyon Trail, der Teil des Teton Crest Trails ist. Der Paintbrush Canyon Trail startet am String Lake und verläuft bis zur Paintbrush Divide, einem Bergpass auf 3270 m Höhe.

## Belege
1. ↑  Geonames: Paintbrush Canyon. Abgerufen am 13. März 2021.
2. ↑  Naturalatlas: Paintbrush Canyon. Abgerufen am 13. März 2021 (englisch).
3. ↑  Naturalatlas: Paintbrush Canyon Trail. Abgerufen am 13. März 2021 (englisch).
4. ↑  AllTrips.com: Painbrush Canyon, Grand Teton National Park. Abgerufen am 13. März 2021 (englisch).